# Pan Zhanle
Det här är en artikel om en person med kinesiskt personnamn; Pan är familjenamnet.
Pan Zhanle (kinesiska: 潘展乐), född 4 augusti 2004, är en kinesisk simmare.

## Karriär
Vid långbane-VM 2023 i Fukuoka var Pan en del av Kinas kapplag som tog brons och noterade ett nytt asiatiskt rekord på 4×200 meter frisim.
Vid asiatiska spelen 2022 i Hangzhou, som arrangerades 2023, tog Pan guld och noterade ett nytt asiatiskt rekord på 100 meter frisim. Han tog även silver på både 200 och 400 meter frisim, brons på 50 meter frisim samt var en del av Kinas kapplag som tog guld på både 4×100 meter frisim och 4×100 meter medley samt silver på 4×200 meter frisim.
I februari 2024 vid VM i Doha tog Pan guld på 100 meter frisim. Han var även en del av Kinas kapplag som tog guld på 4×100 meter frisim och simmade då den första sträckan samt noterade ett nytt världsrekord på 100 meter frisim på tiden 46,80 sekunder. Pan var även en del av Kinas kapplag som tog guld på 4×200 meter frisim och 4×100 meter mixad frisim.
31 juli 2024 vann Pan guld på 100 meter frisim vid olympiska sommarspelen 2024 i Paris. Pan vann på nytt världsrekord 46,40, hela fyra tiondelar bättre än sitt tidigare världsrekord. Han var över en sekund före tvåan Kyle Chalmers vilket är en väldigt stor segermarginal på 100 meter frisim.